# 林沛祥
林沛祥（1977年5月14日—），中華民國政治人物，中國國民黨籍，現任基隆市選舉區立法委員。曾任基隆市議員（安樂區）、基隆市議會副議長。畢業於美國洛約拉馬利蒙特大學企業管理碩士、南加州大學公共行政碩士、拉文大學公共行政博士。

## 經歷
出生於基隆市，15歲赴美國紐澤西州求學，返台後擔任國立臺灣海洋大學講師、國立臺北科技大學助理教授，2013年底宣布將角逐基隆市長，最終黨內初選落敗，加入謝立功團隊擔任發言人。2015年底登記參加基隆市立委黨內初選；最終由郝龍斌勝出獲得中國國民黨提名，轉而加入郝龍斌團隊擔任青年事務執行長。
2018年獲得中國國民黨提名參選基隆市議員獲得最高票順利當選，並於黨內副議長初選中勝出，獲得黨團提名順利當選基隆市議會副議長。
2023年代表國民黨投入第11屆立法委員選舉（基隆市選區），最終勝出。

### 基隆市議員
林沛祥以41歲獲選為基隆最年輕副議長。任職第19屆議員期間，著重於基隆市產業進駐與規劃，並就基隆市土地使用問題、產業博覽會、北五堵國際研發新鎮計畫以及北台科技園區等議題，向市府提出質詢。

### 立法委員
2023年代表國民黨投入第11屆立法委員選舉（基隆市選區）。
2024年2月1日就任立法委員。
2024年4月，與傅崐萁及其他16名中國國民黨籍立法委員赴中國大陸參訪，並會見中國共產黨中央政治局常委、政協主席王滬寧和國台辦主任宋濤等人。

### 面臨罷免
在2025年，他面臨被罷免。
在罷免案期間，罷免領銜人陳青逸說，國民黨基隆市黨部諸多違法事證，包括國民黨籍的前基隆市政府民政處長張淵翔涉嫌濫權入侵戶政系統偷看市民個資，林沛祥未向市民道歉，已不具民代資格，國民黨立委赴北京返台後，推動許多違憲法律，立院變太上皇機構，要站出來罷免林沛祥。民進黨立委林楚茵亦批評，林沛祥與中國一鼻孔出氣，不只要幫中國籍配偶拿投票權，中國幫助「洗人口」，還要拿台灣人的財產，要罷免配合中國侵門踏戶的立委。民進黨發言人吳崢質疑，林沛祥自稱是前1%的優秀人才，卻把立法院搞得烏煙瘴氣。
罷團本來預期無法趕上第一波投票，但因為在 5 月 23 日送件前那兩週，獲得很多外地罷免團體的幫助，結果把連署書衝到一定的數量，趕及第一批投票。
另外，基隆市市長，同屬國民黨的謝國樑，亦曾被指動用市政資源，護航林沛祥，被指違反行政中立。罷團志工亦有遭到一些暴力對待。
另一方面，林沛祥得到趙少康、朱立倫、黃國昌、蔣萬安、韓國瑜、侯友宜支持。

## 爭議

### 家族財產申報多項涉及不實
根據2004年周刊報導，徐少萍是財產數一數二的立委，當時存款只有800萬元，經過一年就達到上億元，林沛祥家族一年之內，憑空多出20棟不動產。而根據林沛祥2022年所提出的財產申報，當時有3筆土地與4筆建物，土地的取得時間分別為1998年4月25日、2005年6月27日及2005年6月27日，面積將近1000坪，建物的取得時間為1994年11月29日及1995年1月9日，都是他父親林水木擔任基隆市長期間，林沛祥當時尚未成年。然而，這些早年就取得的不動產，在2023年登記參選立委時沒有申報，被質疑家族有藏不住的秘密。

### 勘災爭議
颱風山陀兒來襲時，時任內政部部長劉世芳指出基隆市並未撤離民眾，林沛祥批評劉世芳是為了影響謝國樑罷免案，並表示基隆市長謝國樑已在現場勘災，並叫劉世芳不在現場就「閉嘴」。

### 刪除中國人繼承臺灣人遺產門檻
林沛祥曾經和翁曉玲共同提案刪除中國人繼承臺灣人遺產門檻，民進黨立委林楚茵批評，中國經濟持續下行，加上中國戶籍制度不完善，若刪除門檻，或會讓敵對勢力資本透過遺產繼承進入臺灣，進一步增加中國對臺灣掌控力，對臺灣造成威脅。

### 關注和他無關的話題
林沛祥對於與他無關的議題有時會表現出高度的興趣，例如淡水區罷免團體控訴在推動連署過程遭不當阻撓時，李彥秀被攻擊在美國擁有不動產申報爭議時，林沛祥也點名民進黨立委沈伯洋要求回應。結果，有些不支持林沛祥的人指他「跑錯棚」、「平行世界離常人很遠」。

## 家庭
- 父親林水木：曾連任兩屆基隆市市長。
- 母親徐少萍：曾連任六屆立法委員。

## 選舉紀錄
| 年度 | 選舉屆數               | 選舉區               | 所屬政黨   | 得票數 | 得票率 | 當選標記 | 備註 |
| ---- | ---------------------- | -------------------- | ---------- | ------ | ------ | -------- | ---- |
| 2018 | 第十九屆基隆市議員選舉 | 基隆市第五選舉區     | 中國國民黨 | 6,174  | 15.17% |          |      |
| 2022 | 第二十屆基隆市議員選舉 | 基隆市第五選舉區     | 中國國民黨 | 6,527  | 16.36% |          |      |
| 2024 | 第十一屆立法委員選舉   | 基隆市立法委員選舉區 | 中國國民黨 | 91,986 | 43.62% |          |      |

## 外部連結
- 林沛祥的Facebook專頁
- YouTube上的基隆市安樂區市議員林沛祥頻道
- YouTube上的【基隆UP】 - 林沛祥 (小林老師)頻道